# Unterseeboot 173
Le Unterseeboot 173 (ou U-173) est un sous-marin allemand (U-Boot) de type IX.C utilisé par la Kriegsmarine pendant la Seconde Guerre mondiale.

## Historique
Mis en service le 15 novembre 1941, l'Unterseeboot 173 passe son temps d'entraînement initial à Stettin dans la 4. Unterseebootsflottille jusqu'au 30 juin 1942, il rejoint sa flottille de combat à la base sous-marine de Lorient dans la 2. Unterseebootsflottille.
Il quitte le port de Kiel pour sa première patrouille le 15 juin 1942 sous les ordres de Heinz-Ehler Beucke. Après 98 jours en mer, il rejoint la base sous-marine de Lorient qu'il atteint le 20 septembre 1942.
L'Unterseeboot 173 effectue deux patrouilles dans lesquelles il coule un navire de guerre auxiliaire de 9 359 tonneaux et endommage deux navires de guerre auxiliaires pour un total de 18 285 tonneaux et un navire de guerre de 1 630 tonneaux au cours de ses 114 jours en mer.
Sa deuxième patrouille part du port de Lorient le 1er novembre 1942 sous les ordres de l'Oberleutnant zur See Hans-Adolf Schweichel. Après 16 jours en mer un navire de guerre auxiliaire de 9 359 tonneaux coulé et deux navires de guerre auxiliaires endommagés pour un total de 18 285 tonneaux et un navire de guerre endommagé de 1 630 tonneaux, l'U-173 est coulé à son tour le 16 novembre 1942, à Casablanca au Maroc à la position géographique de 33° 40′ N, 7° 35′ O, par des charges de profondeur tirées des destroyers américains USS Woolsey, USS Swanson et USS Quick. 
Les 57 membres d'équipage meurent dans cette attaque.

## Affectations successives
- 4. Unterseebootsflottille du 15 novembre 1941 au 30 juin 1942 (entrainement)
- 2. Unterseebootsflottille du 1er juillet au 16 novembre 1942 (service actif)

## Commandement
- Heinz-Ehler Beucke du 15 novembre 1941 à octobre 1942
- Oberleutnant zur See Hans-Adolf Schweichel d'octobre 1942 au 16 novembre 1942

Nota: Les noms de commandants sans indication de grade signifie que leur grade n'est pas connu avec certitude à notre époque (2013) à la date de la prise de commandement

## Patrouilles
|       | Commandant                  | Départ            | Départ  | Arrivée           | Arrivée | Jours     | Succès   |
| ----- | --------------------------- | ----------------- | ------- | ----------------- | ------- | --------- | -------- |
| 1     | Heinz-Ehler Beucke          | 15 juin 1942      | Kiel    | 20 septembre 1942 | Lorient | 98 jours  |          |
| 2     | Oblt. Hans-Adolf Schweichel | 1er novembre 1942 | Lorient | 16 novembre 1942  | Coulé   | 16 jours  | 29 274   |
| Total | Total                       | Total             | Total   | Total             | Total   | 114 jours | 29 274 t |

Note : Oblt. = Oberleutnant zur See 

Nota : Les noms de commandants sans indication de grade signifie que leur grade n'est pas connu avec certitude à notre époque (2013) à la date de la prise de commandement

### Opérations Wolfpack
L'U-173 a opéré avec les Wolfpacks (meute de loups) durant sa carrière opérationnelle:
1. Schlagetot (9 novembre 1942 - 16 novembre 1942)

## Navires coulés
L'Unterseeboot 173 a coulé un navire de guerre auxiliaire pour un total de 9 359 tonneaux et a endommagé deux navires de guerre auxiliaires pour un total de 18 285 tonneaux et un navire de guerre de 1 630 tonneaux lors de ses deux patrouilles (114 jours en mer) qu'il effectua.
| Date             | Nom                      | Nationalité | Tonnage (GRT) | Fait      |
| ---------------- | ------------------------ | ----------- | ------------- | --------- |
| 11 novembre 1942 | USS Hambleton (DD-455)   | USA         | 1 630         | Endommagé |
| 11 novembre 1942 | USS Joseph Hewes (AP-50) | USA         | 9 359         | Coulé     |
| 11 novembre 1942 | USS Winooski (AO-38)     | USA         | 10 172        | Endommagé |
| 15 novembre 1942 | USS Electra (AKA-4)      | USA         | 8 113         | Endommagé |